# Eishockey-Oberliga 2006/07
Die Eishockey-Oberliga wurde in der Saison 2006/07 wie in der Vorsaison eingleisig gespielt.
Die ursprünglich geplante Wiedereinführung der Regionalliga Süd fand nicht statt, so dass alle Mannschaften an der Qualifikationsrunde grundsätzlich wieder einen Antrag auf Lizenzverlängerung stellen konnten.
Von den dafür berechtigten Mannschaften nahmen
- Stuttgart Wizards, Revierlöwen Oberhausen und Rote Teufel Bad Nauheim wegen Insolvenz der den Spielbetrieb organisierenden Gesellschaften und
- SC Mittelrhein-Neuwied wegen Insolvenz des Vereins nicht mehr an der Liga teil.

In Freiburg konnte der Spielbetrieb in der Oberliga trotz der Auflösung der Gesellschaft für die sportlich in die Oberliga abgestiegenen Wölfe Freiburg fortgesetzt werden, da der Stammverein EHC Freiburg durch die Freigabe des Eissport-Verbandes Baden-Württemberg für die Amateurmannschaft eine neue Lizenz beantragen konnte.
Nachdem am 16. November 2006 die Mannschaft der Ratinger Ice Aliens vom Spielbetrieb ausgeschlossen wurde, wurde im Dezember 2006 der Modus für die nicht an den Aufstiegsplay-offs teilnehmenden Mannschaften geändert.

## Modus
Als Modus wurde vor der Saison festgelegt, dass zuerst eine Vorrunde als Doppelrunde ausgespielt wurde.
Nach der Vorrunde
- nahmen die Teilnehmer auf den Plätzen 1 mit 8 an den Aufstiegsplayoffs zur 2. Bundesliga teil;
- war ursprünglich geplant, dass
  - für die Teilnehmer auf Platz 9 und 10 die Saison beendet;
  - die Teilnehmer auf den Plätzen 11 mit 14 an den Playdowns teilnehmen, in denen ein sportlicher Absteiger in die Landesverbände ermittelt werden sollte;
- im Dezember 2006 wurde der Modus so geändert, dass
  - die Teilnehmer auf Platz 9 bis 12 im Playoff-Verfahren einen Startplatz im Deutschen Eishockey-Pokal 2007/08 ausspielten;
  - für den Teilnehmer auf Platz 13 die Saison beendet war;
  - kein weiterer sportlicher Absteiger in die Landesverbände ermittelt wurde.

## Regeländerungen ab dieser Saison
- Bei Verlängerungen von Spielen dürfen – wie in der DEL und in der 2. Eishockey-Bundesliga – von beiden Mannschaften nur noch 4 anstelle von 5 Feldspielern eingesetzt werden.
- Bei den letztmöglichen Spielen innerhalb einer Playoff-Serie entfällt das Penaltyschießen und das Spiel wird bis zur Entscheidung durch den nächsten Treffer fortgesetzt.
- Förderlizenzinhaber von DEL-Mannschaften müssen bis 31. Januar 2007 mindestens 10 Spiele für eine Mannschaft absolviert haben, um weiter für diese spielberechtigt zu sein.
- Spieler von 2. Bundesliga-Mannschaften können auch eine Förderlizenz für eine Oberligamannschaft haben.
- Verpflichtet werden können eine unbegrenzte Anzahl von Spieler mit ausländischer Spielerlizenz bis zum Transferende am 31. Januar 2007 – eingesetzt werden können pro Spiel maximal 5 Spieler.
- Pro Spiel wurde eine Beschränkung eingeführt, dass maximal 15 Spieler eingesetzt werden dürfen, die entweder als Feldspieler mit deutscher Spielerlizenz vor dem 1. Januar 1985 geboren oder Spieler mit einer ausländischen Spielerlizenz sind (sogenannte U21-Regelung).

## Teilnehmer
In dieser Saison nahmen neben den Absteigern aus der 2. Bundesliga Tölzer Löwen und dem EHC Freiburg als Stammverein für die Wölfe Freiburg die Vorjahres-Play-off-Teilnehmer EC Hannover Indians, EV Ravensburg, SC Riessersee, Heilbronner Falken, Starbulls Rosenheim, 1. EV Weiden, EC Peiting und die ersten fünf Mannschaften der Qualifikationsrunde Eisbären Juniors Berlin, TEV Miesbach, EV Füssen Leopards, EHC Klostersee und die Ratinger Ice Aliens an dieser Liga teil. Damit wurde die Teilnehmerzahl von 18 auf 14 reduziert.
Die Ratinger Ice Aliens wurden am 16. November 2006 nach 17 Spielen auf Platz 4 liegend (80:49 Tore, 37 Punkte) vom Spielbetrieb ausgeschlossen.

## Aufstiegsregelung
Die Regelung, welche Mannschaft aus den Landesverbänden in die Oberliga 2007/08 aufsteigen sollten, wird von diesen eigenständig getroffen:
Aus
- Bayern sollten – bei Erfüllung der Vorgaben nach einer regional eingeteilten Oberliga 2007/08 mit bis zu 18 Mannschaften – bis zu zwei Mannschaften
- der Regionalliga Nord-Ost sollten bis zu fünf Mannschaften
- der gemeinsamen Aufstiegsrunde der Regionalliga Nordrhein-Westfalen, Regionalliga Hessen und der Baden-Württemberg-Liga sollten maximal zwei Mannschaften die Freigabe bekommen.

## Vorrunde
- Die Teams der Plätze 1–8 der Vorrunde nehmen an den Aufstiegs-Play-offs teil.
- Die Teams der Plätze 9–12 nahmen an den Qualifikations-Play-offs für den Deutschen Eishockey-Pokal 2007/08 teil.

| Pl. | Team                    | Sp | S3 | S2 | N1 | N2 | Tore    | Diff. | Pkt. |
| --- | ----------------------- | -- | -- | -- | -- | -- | ------- | ----- | ---- |
| 01. | SC Riessersee           | 48 | 35 | 4  | 3  | 6  | 219:133 | 86    | 116  |
| 02. | Heilbronner Falken      | 48 | 34 | 3  | 0  | 11 | 251:139 | 112   | 108  |
| 03. | Tölzer Löwen (A)        | 48 | 33 | 2  | 0  | 13 | 213:129 | 84    | 103  |
| 04. | EV Ravensburg           | 48 | 25 | 5  | 3  | 15 | 202:174 | 28    | 88   |
| 05. | Hannover Indians        | 48 | 21 | 6  | 3  | 18 | 182:147 | 35    | 78   |
| 06. | 1. EV Weiden            | 48 | 21 | 5  | 5  | 17 | 188:182 | 6     | 78   |
| 07. | EHC Freiburg            | 48 | 21 | 3  | 5  | 19 | 188:190 | −2    | 74   |
| 08. | EC Peiting              | 48 | 18 | 3  | 3  | 24 | 155:193 | −38   | 63   |
| 09. | EV Füssen Leopards      | 48 | 18 | 2  | 2  | 26 | 172:220 | −48   | 60   |
| 10. | EHC Klostersee          | 48 | 15 | 2  | 9  | 22 | 195:245 | −50   | 58   |
| 11. | Starbulls Rosenheim     | 48 | 14 | 4  | 4  | 26 | 157:174 | −17   | 54   |
| 12. | Eisbären Juniors Berlin | 48 | 6  | 4  | 4  | 34 | 130:211 | −81   | 30   |
| 13. | TEV Miesbach            | 48 | 6  | 2  | 4  | 36 | 146:261 | −115  | 26   |

## Pokalqualifikation

### Runde 1
Die Spiele der Pokalqualifikation wurden mit Hin- und Rückspiel ausgetragen.
|                         | Gesamt |                    | Hinspiel | Rückspiel |
| Eisbären Juniors Berlin | 10:11  | EV Füssen Leopards | 5:4      | 5:7       |
| Starbulls Rosenheim     | 10:6   | EHC Klostersee     | 8:2      | 2:4       |

### Runde 2
|                    | Gesamt |                     | Hinspiel | Rückspiel |
| EV Füssen Leopards | 5:16   | Starbulls Rosenheim | 4:9      | 1:7       |

## Play-offs

### Viertelfinale
Bis auf das Finale wurden die Spiele der Play-offs im Modus Best of seven ausgetragen.
|                    | Gesamt |                  | 16.03.07 | 18.03.07  | 20.03.07  | 23.03.07  | 25.03.07 | 27.03.07 | 30.03.07 |
| SC Riessersee      | 4:1    | EC Peiting       | 6:2      | 5:7       | 7:0       | 4:3 n. P. | 9:2      | -        | -        |
| Heilbronner Falken | 4:0    | EHC Freiburg     | 5:2      | 4:1       | 4:1       | 5:2       | -        | -        | -        |
| Tölzer Löwen       | 4:3    | 1. EV Weiden     | 1:4      | 4:5 n. V. | 4:1       | 5:1       | 4:2      | 1:3      | 8:3      |
| EV Ravensburg      | 4:1    | Hannover Indians | 2:1      | 1:9       | 2:1 n. V. | 4:3 n. P. | 4:2      | -        | -        |

### Halbfinale
|                    | Gesamt |               | 05.04.07 | 07.04.07 | 09.04.07  | 13.04.07  | 15.04.07 | 20.04.07 | 22.04.07 |
| SC Riessersee      | 0:4    | EV Ravensburg | 2:6      | 2:4      | 0:3       | 3:4 n. P. | -        | -        | -        |
| Heilbronner Falken | 4:1    | Tölzer Löwen  | 4:2      | 7:2      | 1:2 n. P. | 3:0       | 3:1      | -        | -        |

Der EV Ravensburg und die Heilbronner Falken sind damit sportlich in die Asstel Eishockey Liga 2007/08 aufgestiegen. Da der Meister der Asstel Eishockey Liga 2006/07 in die DEL 2007/08 aufgenommen wurde, war die Mannschaft des SC Riessersee erster Nachrücker.

### Finale
|                    | Gesamt |               | Hinspiel (20. April 2007) | Rückspiel (21. April 2007) |
| Heilbronner Falken | 2:0    | EV Ravensburg | 5:3                       | 7:1                        |